# John Abbott (politicus)
John Joseph Caldwell Abbott (Saint Andrew's (Quebec), 12 maart 1821 - Montreal (Quebec), 30 oktober 1893) was een Canadees staatsman en de derde minister-president van Canada van 16 juni 1891 tot 24 november 1892.
Abbott werd geboren in de toenmalige provincie van Beneden-Canada, het tegenwoordige Quebec. Hij studeerde rechten aan de McGill University en opende zijn eigen advocatenkantoor in Montreal. In 1860 nam Abbott zitting in de wetgevende vergadering van de provincie Canada, die was gevormd door Beneden-Canada en Boven-Canada te verenigen. Hij diende als landsadvocaat voor Beneden-Canada en was voor de unie van alle Britse bezittingen in Noord-Amerika hoewel hij vreesde voor de rechten van de Engels-sprekende bevolking in het Franstalige Beneden-Canada. Opmerkelijk genoeg was Abbott in zijn jongere jaren voorstander van het opgaan van Canada in de Verenigde Staten.
Abbott werd gekozen in het Canadees Lagerhuis in 1867 maar werd in 1874 verslagen nadat zijn rol in het Pacific Schandaal aan het licht kwam. Abbott was een compagnon van een van de promotors van de aanleg van een transcontinentale spoorweg en accepteerde contributies tot Abbotts Conservatieve Partij terwijl onderhandelingen aangaande de spoorweg nog aan de gang waren. In 1880, nadat de onderhandelingen enige jaren waren stilgelegd, werd het project weer ter hand genomen en diende Abbott als advocaat, en later president, van de Canadian Pacific Railway. Tussen 1881 en 1887 bezette hij wederom een zetel in het Lagerhuis totdat minister-president John Alexander Macdonald hem tot de Senaat benoemde als leider van de regering in het Hogerhuis van het Canadees Parlement. Tegelijkertijd was Abbott tevens van 1887 tot 1889 burgemeester van de stad Montreal.
In het voorjaar van 1891 overleed minister-president Macdonald en moesten de Conservatieven een keus maken tussen Abbott en John Thompson. Thompson was 23 jaar jonger dan Abbott maar was rooms-katholiek wat hem tot tegenstand vanuit het protestantse Ontario kwam te staan. Uiteindelijk werd Abbott, met enige tegenzin, gekozen als partijleider en tevens minister-president van het land. Abbott was de eerste minister-president die vanuit de Senaat regeerde in plaats van vanuit het Lagerhuis.
Gedurende Abbotts regeerperiode ondernam hij geen belangwekkende acties. Hij stelde enkele Amerikaanse producten vrij van invoerheffingen om zo de handel tussen beide landen iets te vereenvoudigen en hij trachtte zonder succes het nog immer Britse Newfoundland binnen de Canadese confederatie te brengen.
In november 1892 nam Abbott om gezondheidsredenen ontslag als regeringsleider en werd Thompson alsnog benoemd tot partijleider. Op 24 november 1892 volgde Thompson Abbott op als minister-president. Abbott trok zich terug uit het publieke leven en overleed minder dan een jaar later aan de gevolgen van kanker. Sir John Abbott werd 72 jaar oud.

## Trivia
Abbott was een vrijmetselaar. Op 26 januari 1847 werd hij ingewijd in de St. Paul's Lodge, No. 374, in Montreal. Hij werd bevorderd op 9 maart 1847 en verheven op 13 april 1847. Op 9 mei 1848 verliet hij de Orde, maar trad opnieuw toe op 8 januari 1856. Op 12 april 1860 verliet hij de Orde wederom.